# 衛次公
衛 次公（えい じこう、753年 - 818年）は、唐代の官僚・政治家。字は従周。本貫は河中府河東県。

## 経歴
その度量と態度は温和にして文雅で、次公は弱冠にして進士に及第した。礼部侍郎の盧翰にその才能を称賛され、崇文館校書郎に任じられ、渭南県尉に転じた。次公は鼓と琴を得意としたことから、京兆尹の李斉運はその子を次公のもとに派遣してその琴を伝授してもらおうとした。次公はこれを拒み、以後終身にわたって琴の弦を操ることがなかった。
厳震が興元府に駐屯すると、次公は召し出されて従事となった。監察御史に任じられ、殿中侍御史に転じた。貞元8年（792年）、長安に召還されて左補闕となり、ほどなく翰林学士を兼ねた。貞元21年（805年）1月、徳宗が死去すると、皇太子李誦の病が重かったため、宦官の中には李誦の帝位継承を避けようとする動きがあった。次公が嫡子継承の正統論を唱え、鄭絪らがこれに追随したため、順当に李誦が帝位を継承した。順宗（李誦）が喪に服すなか、外朝では王叔文らが永貞革新を進めたが、次公は鄭絪とともに内廷にあって、これに抵抗した。
次公は司勲員外郎に転じた。長らくを経て、本官のまま知制誥となり、紫金魚袋を賜った。翰林学士のまま、権知中書舎人となった。ほどなく知礼部貢挙をつとめ、浮薄な人物を排斥し、篤実な人物を推挙した。正式に中書舎人に任じられ、史館修撰をつとめた。兵部侍郎・知制誥に転じ、再び翰林学士を兼ねた。鄭絪と仲が良く、鄭絪が宰相を退任すると、次公は太子賓客に降格した。尚書右丞に転じ、判戸部事を兼ねた。元和6年（811年）、陝虢等州都防禦観察処置等使に任じられた。銭300万の免除を請願し、民衆は休息を得て、その統治は朝廷に聞こえた。長安に召還されて再び兵部侍郎となった。李勣や徐有功の子孫が黜中にいたことから、次公はかれらを優待するよう求めた。尚書左丞に転じ、憲宗の恩顧はすこぶる厚かった。淮西への出兵が連年に及んだことから、次公は重ねて上疏して停戦を求めた。元和12年（817年）、淮南節度使・検校工部尚書として出向し、揚州大都督府長史・御史大夫を兼ねた。
元和13年（818年）10月、長安に帰る途中に病没した。太子少保の位を追贈された。享年は66。諡は敬といった。
子の衛洙は、進士に及第し、憲宗の娘の臨真公主を妻に迎え、給事中・駙馬都尉・工部侍郎に上った。

## 伝記資料
- 『旧唐書』巻159 列伝第109
- 『新唐書』巻164 列伝第89